# The Witcher 3: Wild Hunt – Blood and Wine
The Witcher 3: Wild Hunt – Blood and Wine é o segundo e último pacote de expansão do jogo eletrônico de 2015 The Witcher 3: Wild Hunt, sendo lançado para Microsoft Windows, PlayStation 4 e Xbox One no dia 31 de maio de 2016. Desenvolvida pela CD Projekt RED, a expansão segue a viagem do protagonista Geralt de Rívia para Toussaint, um ducado Nilfgaardiano intocado pela guerra, esperando rastrear uma misteriosa fera que vem aterrorizando a região. Blood and Wine recebeu aclamação universal dos críticos.

## Enredo
Durante um de seus trajetos, Geralt encontra uma carta escrita por cavaleiros do ducado de Toussaint, uma terra pacífica e aconchegante não afetada pela guerra do norte. Esta carta mostrou ser uma clama pelos serviços do bruxo da duquesa Anna Henrietta, já que uma terrível fera apareceu em seu território e, segundo ela, somente Geralt poderia destruí-la. Assim, ao encontrar-se com os tais cavaleiros, o bruxo aceita o contrato e ruma ao ducado. No entanto, a atmosfera despreocupada e os rituais cavalheirescos de Toussaint por sua vez escondem um antigo e sangrento segredo.

## Recepção
Blood and Wine foi muito bem recebido pela crítica especializada. Os analistas elogiaram a forma como a desenvolvedora CD Projekt RED terminou a lendária saga do personagem Geralt e o vasto tamanho da expansão, que, em suas visões, poderia ter sido lançado como um novo jogo completo. Richard Cobbett, por sua vez, escrevendo para a Rock, Paper, Shotgun, disse que Blood and Wine, apesar de sua excelência, não foi o melhor trabalho da produtora. Segundo ele, a expansão anterior entregou uma história muito mais envolvente e profunda.